# Rossianidae
Rossianidae (лат.) — семейство ручейников подотряда Integripalpia, включающее около 20 видов.

## Распространение
Северная Америка.

## Описание
Личинки Goereilla baumanni (длина до 9 мм) живут в органических остатках в весенних мелких водоёмах, а личинки Rossiana montana (длина до 10 мм) встречаются в проточных гравийных отложениях под мхом. Оба вида строят свои домики из мелких камешков.

## Систематика
2 рода и 2 вида. Семейство было установлено в 1997 году для видов ранее включаемых в семейства Goeridae и Limnephilidae, соответственно. Рассматривается как сестринское к кладе Limnephilidae + Apataniidae + Uenoidae + Goeridae.
- Goereilla Denning, 1968[7]
  - Goereilla baumanni Denning, 1968 (ранее в Goeridae)[8] — США (Айдахо, Вашингтон, Монтана)[9]
- Rossiana Denning, 1953
  - Rossiana montana Denning, 1953 (ранее в Limnephilidae) — Канада (Британская Колумбия), США (Вашингтон, Монтана)[10][11]